# Blindage espacé
Pour les articles homonymes, voir Blindage.
Un blindage est dit espacé lorsqu'il est composé de plusieurs plaques de blindage séparées par un espace vide.

## Principe de fonctionnement
Lorsqu'un projectile perforant traverse la première plaque de blindage, il subit un ralentissement, son nez est émoussé voire fragilisé. Une fois dans l'espace vide, le projectile peut même basculer sur son axe et se présenter sous un angle moins favorable à la pénétration. Ces différents facteurs entraîneront une forte diminution du potentiel de perforation de la seconde plaque de blindage.

## Historique

### Première Guerre mondiale
Les tôles de blindage des chars Saint-Chamond et Schneider étaient conçues, à l'origine, pour résister à des éclats d'obus explosif de 75 mm explosant à 3 m du char et à des balles S de 7,92 mm tirées à une distance de 50 m et à une incidence de 55°. En 1916, des études ont été entreprises en vue de renforcer les blindages de ces chars en juxtaposant une plaque de 5,6 mm d'acier durci aux tôles existantes, avec un espace vide de 4 cm environ. Il en résulte que ces blindages sont à l'épreuve de la balle K, une munition perforante de 7,92 mm.

### Seconde Guerre mondiale

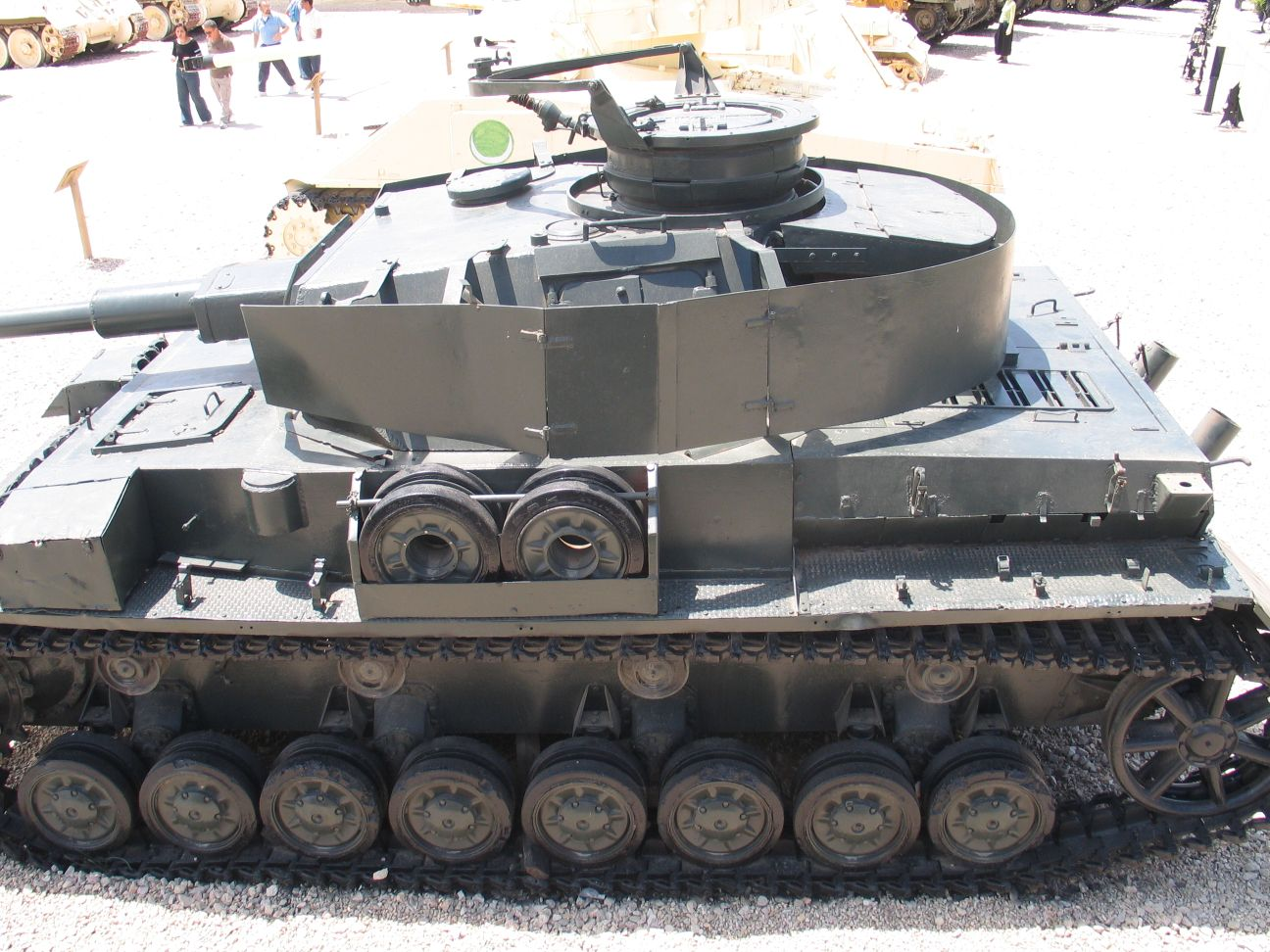
Le blindage espacé entourant la tourelle d'un Panzer IV Ausf. G, au musée des blindés Yad La-Shiryon de Latroun.

En juin 1942, la version Ausf. L du char Panzer III reçut un surblindage monté sur l'avant de sa tourelle et de sa caisse à l'aide de boulons. Ce blindage rapporté était constitué de plaques d'acier de 20 mm d'épaisseur et d'une dureté de 430 HB. L'espace vide formé entre le blindage existant et le surblindage avait une dimension de 10 à 12 cm.
Afin de contrer les balles perforantes de 14,5 mm tirées par les fusils antichar PTRD-41 et PTRS-41 de l'armée rouge, la Wehrmacht commença à monter des jupes en acier (dénommées  schürzen ; tabliers) pour protéger les flancs de ses chars Panzer III Ausf. M et Panzer IV Ausf. H. Ces jupes d'une épaisseur de 5 mm étaient soit faites d'une tôle d'acier soit réalisées en un assemblage de mailles en acier. Les jupes émoussaient la pointe des balles de 14.5 mm tandis que les mailles les faisaient basculer de leur axe.

### Guerre froide
Au milieu des années 1960, les États-Unis et l'Allemagne de l'Ouest conçurent conjointement le prototype de char de combat MBT-70. Ce char avait la particularité d'avoir un blindage constitué de deux couches d'acier séparées par un espace vide. La couche externe formant la carapace de la tourelle et du glacis était faut en un alliage d'acier à double dureté dénommé High Performance Armour (Blindage à Hautes Performances) comprenant 9 % de nickel et 4 % de cobalt refondu à l'arc sous vide pour atteindre un indice de dureté dépassant les 500 HB. Cette configuration de blindage offrait au MBT-70 une protection contre les obus perforants sous-calibrés de 105 mm tirés à une distance de 800 m.

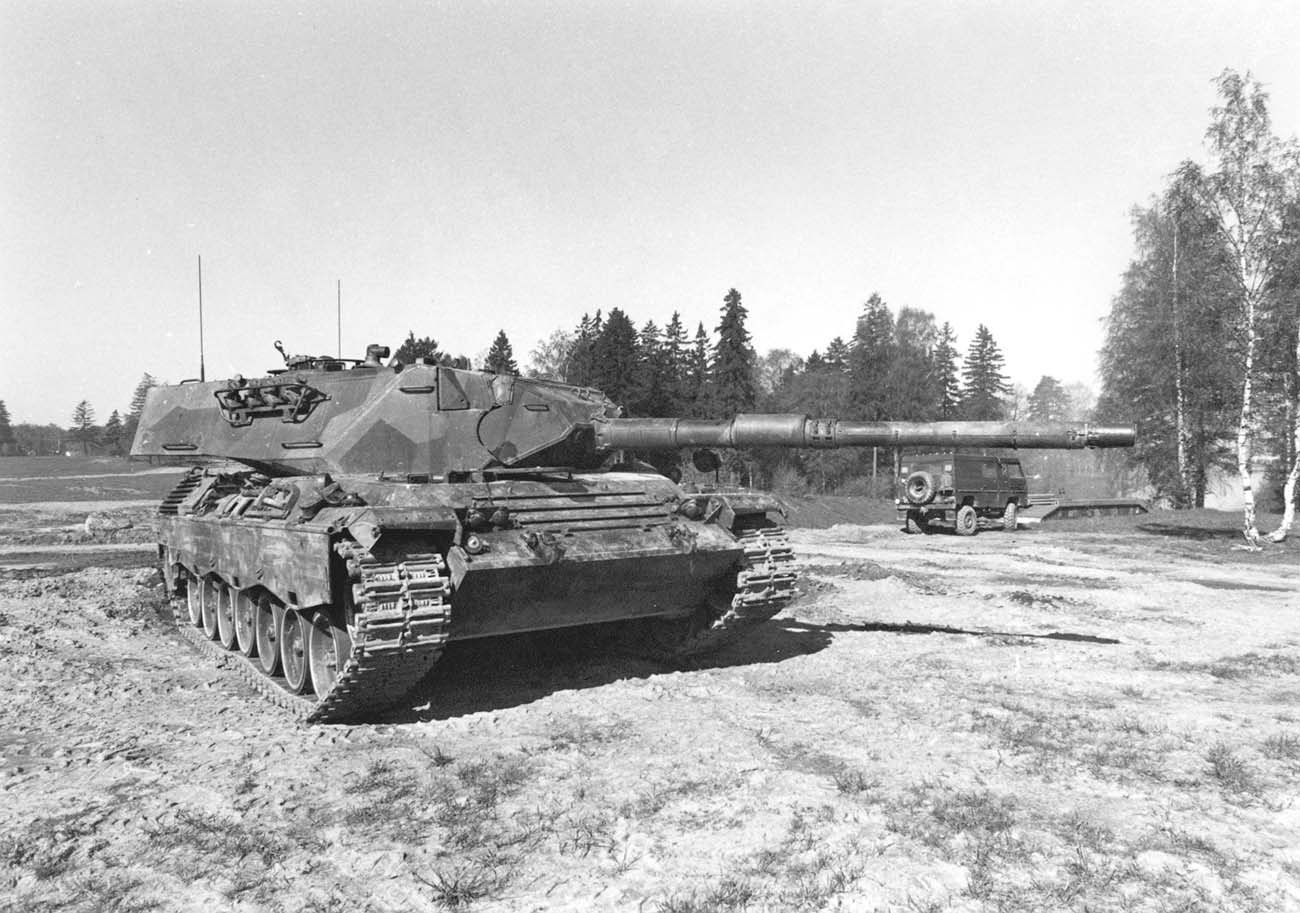
La tourelle du Leopard 1A3 est constituée de deux couches d'acier de différentes duretés.

En 1969, Wegmann conçoit une tourelle assemblée par mécano-soudure, lui donnant une forme anguleuse et un masque en pointe de flèche. Cette tourelle reprenait la solution de blindage développée pour le MBT-70 et servira au développement de la première génération de prototypes du Leopard 2. Parallèlement, le Leopard 1A3, fabriqué à partir de juin 1973, recevra une tourelle similaire, offrant un niveau de protection balistique double par rapport à son ancienne tourelle moulée. 
En avril 1975, le Pays-Bas passe une commande de 889 véhicules de combat d'infanterie AIFV à la FMC Corporation. L'AIFV est le premier véhicule de combat d'infanterie a intégrer un blindage espacé. Afin de garantir sa flottabilité en cas de perforation de son blindage, l'espace vide entre sa coque en aluminium et ses tôles d'acier haute dureté est comblé avec de la mousse polyuréthane.
Le Merkava Mk. 1 entre en service dans l'armée israélienne en avril 1979, son blindage fait extensivement appel au concept du blindage espacé. Les espaces vides de son blindage espacé sont, notamment, occupés par des coffres de rangement, des réservoirs de carburant ou encore des batteries.
En juin 1979, l'AMX dévoile au salon d'armements terrestres Satory VII son char AMX-32 utilisant des tôles d'acier double dureté formant la partie extérieure de caissons intégrés dans le masque et la pointe avant du glacis. Les côtés de la tourelle faisaient également appel à la technique du blindage espacé.

## Application dans lesecteur spatial
Le bouclier Whipple utilise le principe du blindage espacé pour protéger les engins spatiaux contre les impacts de micrométéorites hypervéloces. L'impact avec la première paroi fond ou fragmente la particule incidente, dispersant ainsi son impact sur une zone plus large de la paroi intérieure plus épaisse.